# Monoposto

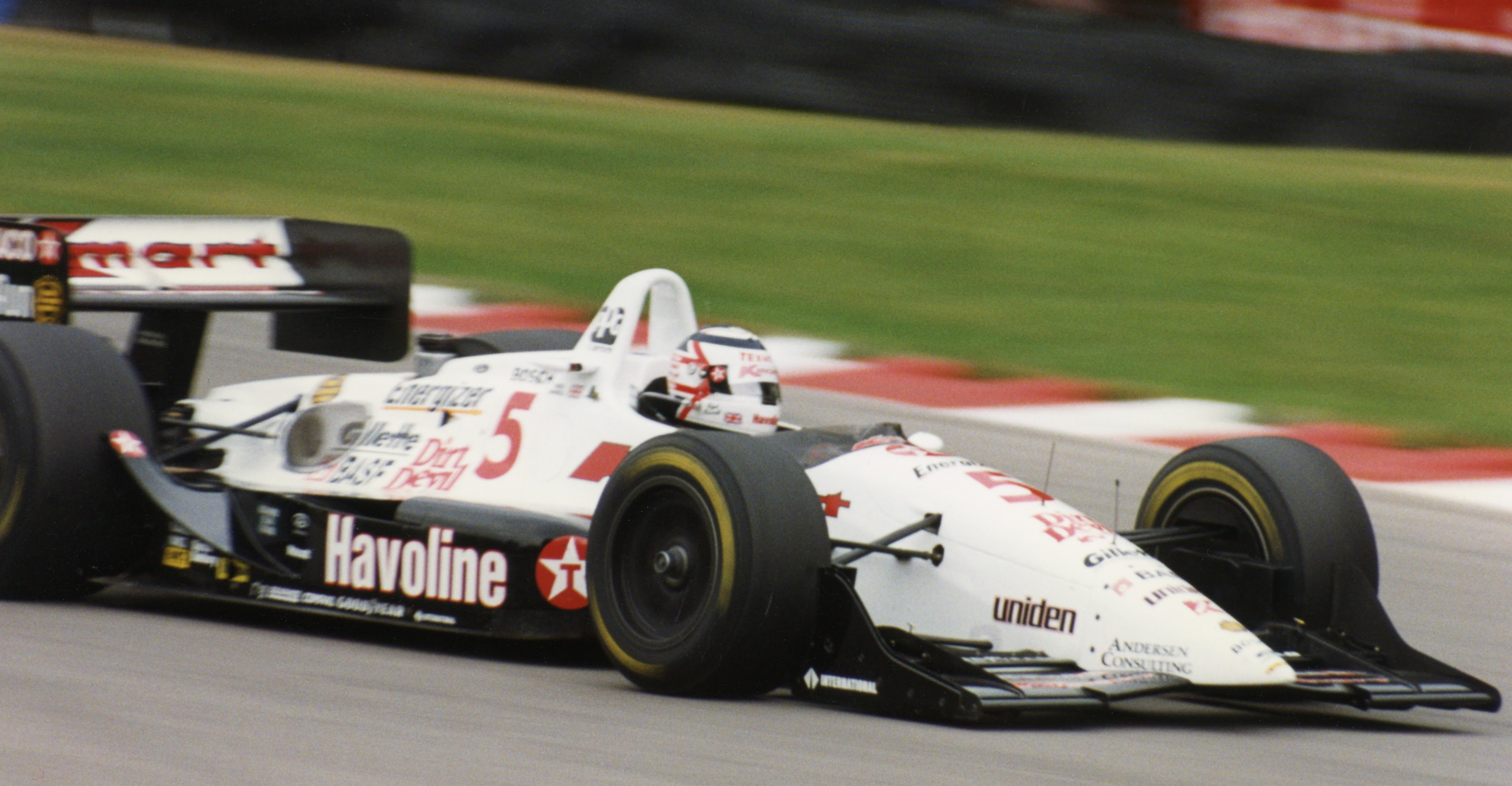
Una monoposto di CART

La monoposto è un'automobile il cui abitacolo è realizzato per ospitare esclusivamente il pilota.
Tipicamente le monoposto sono vetture destinate alla competizione su circuito chiuso, dove a guidarle è un solo pilota.

## Descrizione
Anche se non tutte le vetture da competizione sono delle monoposto, con l'inizio delle corse su circuito chiuso, i Gran Premi di automobilismo, venne meno la necessità di avere il meccanico a bordo e con questa la necessità di avere più posti sulla vettura, conseguentemente realizzare una vettura con un solo posto a sedere posizionato sull'asse longitudinale della macchina consentiva di ridurre la sezione frontale e di centrare il peso del pilota evitando di sbilanciare la macchina, con evidenti vantaggi competitivi.
Queste motivazioni hanno portato le monoposto a essere le autovetture da competizione per eccellenza tra cui si annoverano, in particolare, le vetture da Formula 1, auto realizzate addirittura su misura per il pilota.

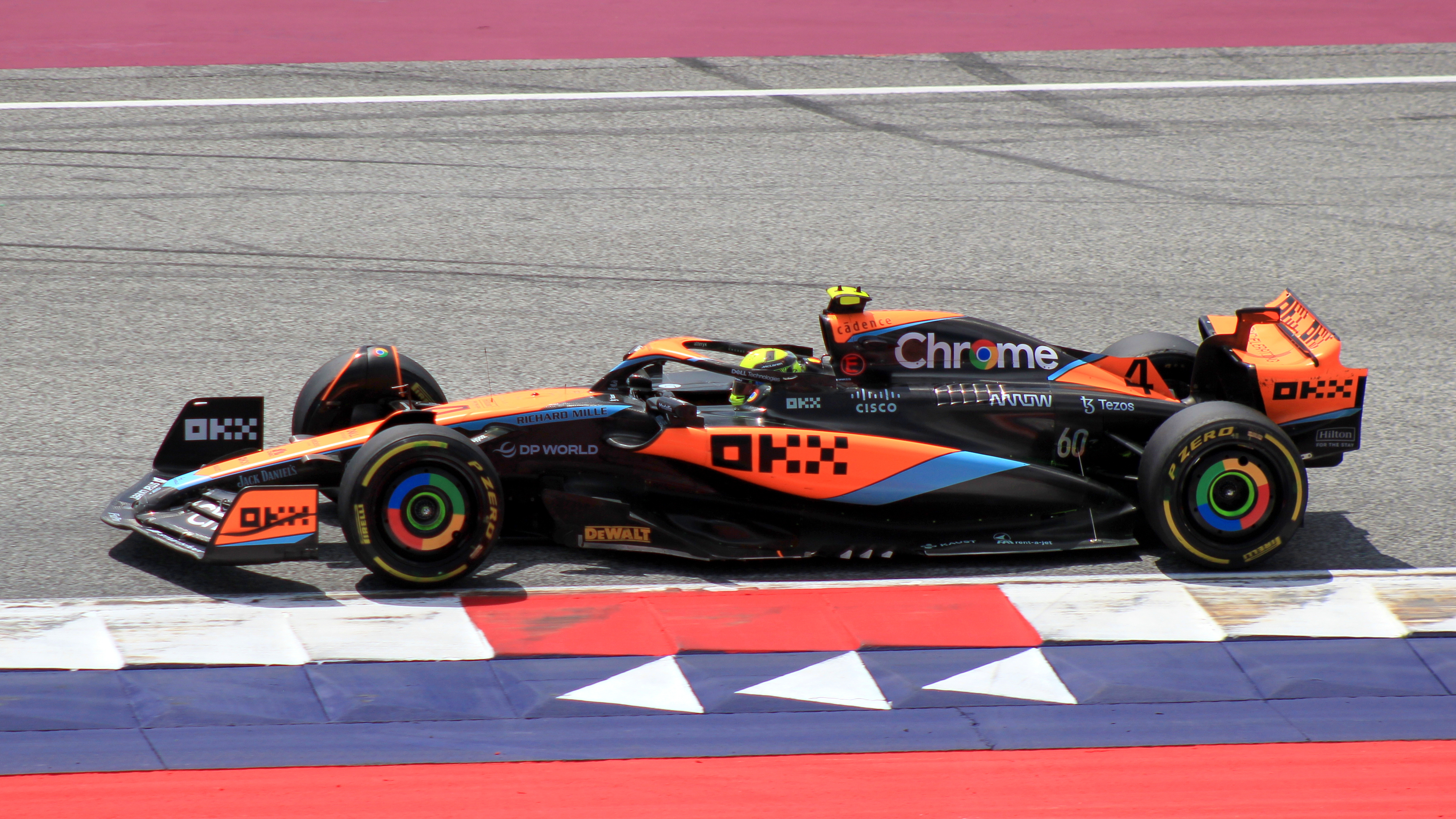
2023 Formula One car, McLaren MCL60

La guida di una monoposto tipo formula, anche delle categorie inferiori, rappresenta l'espressione più sincera della sportività del motorsport, vuoi per la spettacolarità e l'immagine racing offerta al pubblico, vuoi per le prestazioni superiori assolutamente non paragonabili con le vetture a ruote coperte. Su un circuito come Monza, una Formula 3 stacca un tempo di 25 - 30 secondi più basso rispetto a una vettura turismo da competizione e questo rende l'idea delle prestazioni delle vetture a ruote scoperte.
Esistono, tuttavia, anche alcune versioni stradali di vetture monoposto come la Bac Mono.

## Storia

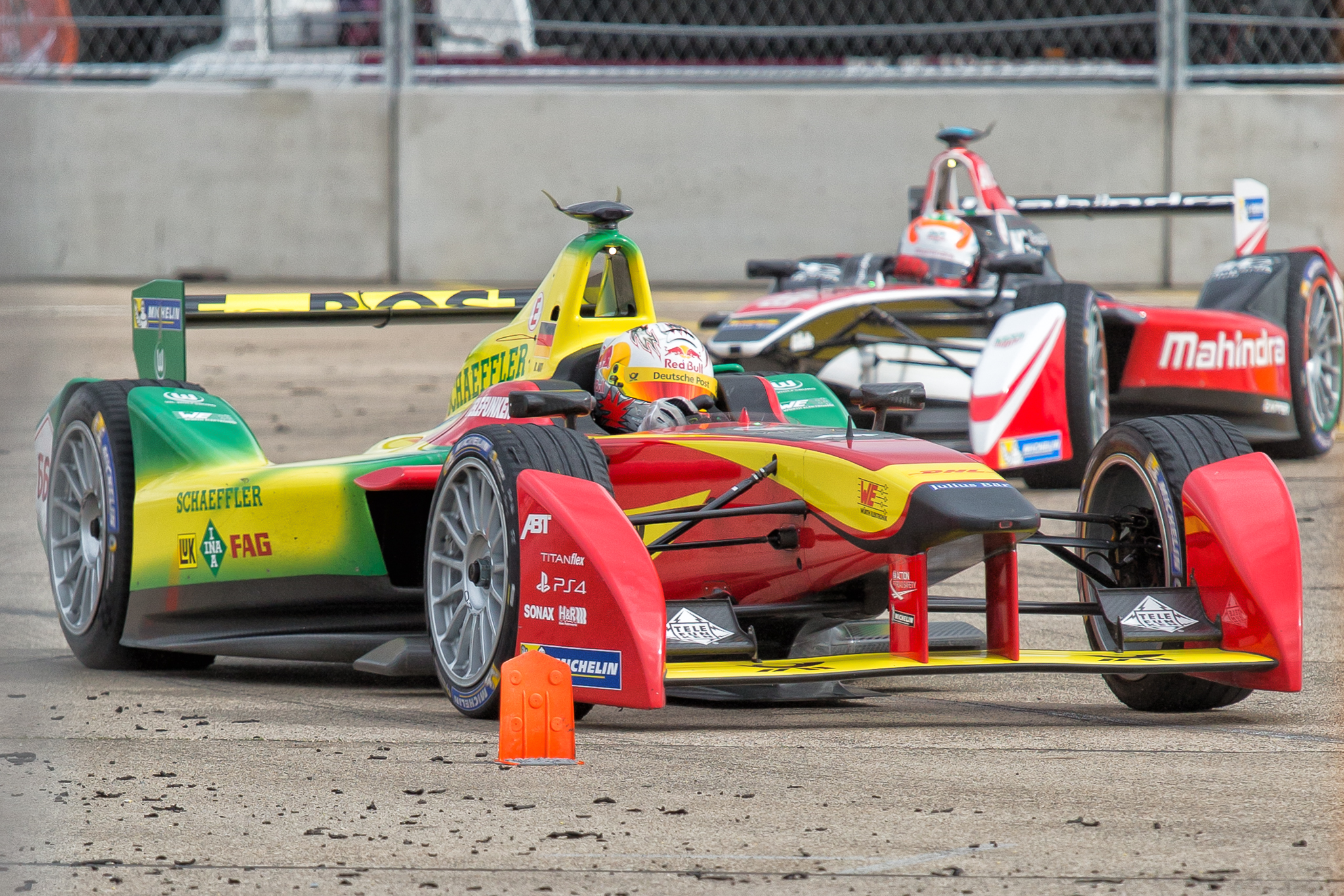
Una monoposto da Formula E.

Probabilmente, nella storia dell'automobile, la prima monoposto da competizione fu "La Jamais Contente" da record che nel 1899 superò la soglia dei 100 km/h di velocità massima. Per quanto riguarda le gare in circuito, il primato spetta alla Marmon Wasp del 1911 che si aggiudicò l'edizione inaugurale della 500 miglia di Indianapolis, mentre la prima monoposto da Gran Premio è stata la Fiat 806 Spinto Corsa del 1927, con la quale dopo una sola gara e vittoria, la casa torinese chiuse definitivamente la sua partecipazione alle competizioni Grand Prix.
Famose ed emblematiche alcune dichiarazioni di piloti formulisti che hanno provato vetture da gara a ruote coperte. Niki Lauda definì "un chiodo" la Bmw Procar del 1979 con la quale peraltro aveva vinto il relativo campionato a corredo dei Gran Premi. Fra i piloti di seconda fascia, Alberto Lenti, talentuoso driver di Formula 3000 della metà degli anni Ottanta, relativamente alla Porsche Carrera Cup, dopo una prova a Monza, dichiarò candidamente di trovare la guida della vettura turismo "di una noia mortale".
Nel 2012 viene costruita la prima monoposto elettrica, la Formulec ef01, che raggiungeva una velocità pari a 260 km/h e 220 kW di potenza, ma non disputò mai una gara. La prima a disputare un campionato, la Formula E partita nel 2014, fu la Spark-Renault SRT_01E, con 200 kW, che offriva prestazioni simili a quelle di una Formula 3.